# Lycanades pulchella
Lycanades pulchella är en fjärilsart som beskrevs av Smith 1900. Lycanades pulchella ingår i släktet Lycanades och familjen nattflyn. Inga underarter finns listade i Catalogue of Life.